# Campeonato Noronhense de Futebol
O Campeonato Noronhense de Futebol, mais conhecido como Campeonato Noronhense ou ainda Noronhão, é a competição amadora desse esporte no arquipélago de Fernando de Noronha, no estado de Pernambuco. Organizada pela CSANF e pela Federação Pernambucana de Futebol, para suporte técnico e desenvolvimento do futebol na ilha, é a principal e tradicional competição na região. A partir de 2019, a FPF firmou parceria com à administração distrital para dar suporte técnico e desenvolvimento, campeonatos juvenis na ilha. A ideia de promover o futebol na ilha surgiu com metas a médio prazo. Além da regularidade da competição, há a possibilidade de a Seleção Noronhense de Futebol ser filiada à FPF para a disputa de campeonatos com nível semiprofissional – hoje, é um time totalmente amador. Assim, poderia vislumbrar uma participação na terceira divisão local, que seria reativada.

## História
O Campeonato Noronhense de Futebol de Campo - (como é mais conhecido), é uma competição amadora que reúne que clubes de futebol gerenciados pela ANOVE (Associação Noronhense de Veteranos).
Em 1989, já havia iniciado uma competição na categoria adulta no ano seguinte à integração das ilhas ao estado de Pernambuco. Nos anos de 1990, o futebol no arquipélago era jogado em torneios que reunia clubes amadores. Para não atrapalhar a rotina de trabalho, boa parte dos jogos ocorre à noite.

### Anos 1990
Entre os anos de 1990 a 1991, não há registros de competições realizadas em Fernando de Noronha. Até então, em alguns sites tem se registrado competições realizados a partir de 1992, como Copa Noronha de Futebol e foi a primeira competição organizada pela ANOVE. Com jogos realizados no único estádio oceânico do país, o Estádio Distrital Salviano José de Souza Neto, os times eram formados por elencos Máster (jogadores acima de 35 anos de idade) e com times diversos que representam tanto setores do poder público como do setor privado (pousadas, restaurantes, empresas de mergulho, etc). O primeiro clube registrado como campeão desse certame foi o Arsenal Noronha Clube, um dos clubes mais popular da ilha e com sede na Vila dos Remédios, onde está localizado o estádio Pianão. A equipe noronhense, se consagrou até o fim da década de 1990 como maior vencedor do arquipélago, com sete conquistas.

### Século XXI
Com o grande sucesso do campeonato na ilha, a competição passou a ser mais organizada pela ANOVE. Em 2002, passou a ser denominada de "Campeonato" e teve sua oficialização em Abril do mesmo ano com chancela da federação estadual de futebol.
Visando melhorar o futebol em Fernando de Noronha, principalmente com a participação da seleção noronhense na Copa CSANF 10 Años, realizada em Buenos Aires, Argentina e com organização do Conselho Sul-Americano de Novas Federações, em 2019 a federação que gere o futebol no estado de Pernambuco, firmou parceria com a ANOVE e empresas locais para dar suporte técnico e logístico aos clubes na competição local. Além da regularidade da competição, há a possibilidade da ilha contar com um representante em competições oficiais e profissionais geridas pela FPF. Daí, a necessidade de firmar parcerias – inclusive para facilitar a vida dos rivais, com o mesmo deslocamento. Caso o plano avance e um dia, num futuro ainda distante, também há a possibilidade de filiação a Confederação Brasileira de Futebol, o que tornaria o futebol noronhense conhecido a âmbito nacional, disputando torneios como Copa do Brasil e o Campeonato Brasileiro.

## Campeões
A lista a seguir, mostra todos os campeões noronhense de futebol desde 1992 até os dias atuais, organizados pela ANOVE e parceria com a FPF.

### Copa Noronha
| Ano  | Organizador | Campeão                   | Vice-campeão | Terceiro colocado | Quarto colocado |
| ---- | ----------- | ------------------------- | ------------ | ----------------- | --------------- |
| 1992 | ANOVE       | Arsenal Noronha Clube (1) | Desconhecido | Desconhecido      | Desconhecido    |
| 1993 | ANOVE       | Arsenal Noronha Clube (2) | Desconhecido | Desconhecido      | Desconhecido    |
| 1994 | ANOVE       | Arsenal Noronha Clube (3) | Desconhecido | Desconhecido      | Desconhecido    |
| 1995 | ANOVE       | Atlântico Club (1)        | Desconhecido | Desconhecido      | Desconhecido    |
| 1996 | ANOVE       | Três Paus (1)             | Desconhecido | Desconhecido      | Desconhecido    |
| 1997 | ANOVE       | Arsenal Noronha Clube (4) | Desconhecido | Desconhecido      | Desconhecido    |
| 1998 | ANOVE       | Arsenal Noronha Clube (5) | Desconhecido | Desconhecido      | Desconhecido    |
| 1999 | ANOVE       | Arsenal Noronha Clube (6) | Desconhecido | Desconhecido      | Desconhecido    |
| 2000 | ANOVE       | Conceição FC (1)          | Desconhecido | Desconhecido      | Desconhecido    |
| 2001 | ANOVE       | Arsenal Noronha Clube (7) | Desconhecido | Desconhecido      | Desconhecido    |
| 2002 | ANOVE       | Três Paus (2)             | Desconhecido | Desconhecido      | Desconhecido    |

### Campeonato Noronhense
| Edição        | Ano          | Organizador  | Campeão                                                             | Vice-campeão                                                        | Terceiro colocado                                                   | Quarto colocado                                                     |
| ------------- | ------------ | ------------ | ------------------------------------------------------------------- | ------------------------------------------------------------------- | ------------------------------------------------------------------- | ------------------------------------------------------------------- |
| 1ª            | 2002         | ANOVE        | Três Paus (1)                                                       | Desconhecido                                                        | Desconhecido                                                        | Desconhecido                                                        |
| 2ª            | 2003         | ANOVE        | Grêmio (1)                                                          | Desconhecido                                                        | Desconhecido                                                        | Desconhecido                                                        |
| 3ª            | 2004         | ANOVE        | Poty (1)                                                            | Noronhão                                                            | Maravilha                                                           | Grêmio                                                              |
| 4ª            | 2005         | ANOVE        | Maravilha (1)                                                       | Noronhão                                                            | Grêmio                                                              | Poty                                                                |
| 5ª            | 2006         | ANOVE        | Chelsea (1)                                                         | Grêmio                                                              | Três Paus                                                           | Solar dos Ventos                                                    |
| 6ª            | 2007         | ANOVE        | Grêmio (2)                                                          | Solar de Noronha                                                    | Noronhão                                                            | Copemsa                                                             |
| 7ª            | 2008         | ANOVE        | Zé Maria (1)                                                        | Flamboyant                                                          | Desconhecido                                                        | Desconhecido                                                        |
| 8ª            | 2009         | ANOVE        | Grêmio (3)                                                          | Desconhecido                                                        | Desconhecido                                                        | Desconhecido                                                        |
| 9ª            | 2010         | ANOVE        | Vila (1)                                                            | Desconhecido                                                        | Desconhecido                                                        | Desconhecido                                                        |
| 10ª           | 2011         | ANOVE        | Conceição (2)                                                       | Desconhecido                                                        | Desconhecido                                                        | Desconhecido                                                        |
| 11ª           | 2012         | ANOVE        | União da Ilha(INV) (1)                                              | Chelsea                                                             | Zé Maria                                                            | Grêmio                                                              |
| 12ª           | 2013         | ANOVE        | Conceição (3)                                                       | Três Paus                                                           | Desconhecido                                                        | Desconhecido                                                        |
| 13ª           | 2014         | ANOVE        | Conceição (4)                                                       | Desconhecido                                                        | Desconhecido                                                        | Desconhecido                                                        |
| 14ª           | 2015         | ANOVE        | Conceição (5)                                                       | Desconhecido                                                        | Desconhecido                                                        | Desconhecido                                                        |
| 2016          | 2016         | ANOVE        | Competição não realizada                                            | Competição não realizada                                            | Competição não realizada                                            | Competição não realizada                                            |
| 15ª           | 2017         | ANOVE        | Conceição (6)                                                       | Atobá                                                               | Desconhecido                                                        | Desconhecido                                                        |
| 16ª           | 2018         | ANOVE        | Grêmio (4)                                                          | Desconhecido                                                        | Desconhecido                                                        | Desconhecido                                                        |
| 17ª           | 2019         | ANOVE        | \| Conceição (7) \| Desconhecido \| Desconhecido \| Desconhecido \| | \| Conceição (7) \| Desconhecido \| Desconhecido \| Desconhecido \| | \| Conceição (7) \| Desconhecido \| Desconhecido \| Desconhecido \| | \| Conceição (7) \| Desconhecido \| Desconhecido \| Desconhecido \| |
| 2020          | 2020         | ANOVE        | Competição não realizada devido a pandemia de COVID-19.             | Competição não realizada devido a pandemia de COVID-19.             | Competição não realizada devido a pandemia de COVID-19.             | Competição não realizada devido a pandemia de COVID-19.             |
| 18ª           | 2021         | ANOVE        | Atobá (1)                                                           | Conceição                                                           | Desconhecido                                                        | Desconhecido                                                        |
| 19ª           | 2022         | ANOVE        | Bar do Cachorro (1)                                                 | Três Paus                                                           | Desconhecido                                                        | Desconhecido                                                        |
| Conceição (7) | Desconhecido | Desconhecido | Desconhecido                                                        |                                                                     |                                                                     |                                                                     |

### Títulos
| Clube                 | Campeão | Anos do Títulos                          | Vice | Anos dos Vices |
| --------------------- | ------- | ---------------------------------------- | ---- | -------------- |
| Arsenal Noronha Clube | 7       | 1992, 1993, 1994, 1997, 1998, 1999, 2001 |      |                |
| Conceição             | 6       | 2000, 2011, 2013, 2014, 2015, 2017       | 1    | 2021           |
| Grêmio                | 4       | 2003, 2007, 2009, 2018                   | 1    | 2006           |
| Três Paus             | 3       | 1996, 2002, 2002                         | 2    | 2013, 2022     |
| Atlântico Club        | 1       | 1995                                     |      |                |
| Poty                  | 1       | 2004                                     |      |                |
| Maravilha             | 1       | 2005                                     |      |                |
| Chelsea               | 1       | 2006                                     |      |                |
| Zé Maria              | 1       | 2008                                     |      |                |
| Vila                  | 1       | 2010                                     |      |                |
| União da Ilha         | 1       | 2012                                     |      |                |
| Atobá                 | 1       | 2021                                     | 1    | 2017           |
| Bar do Cachorro       | 1       | 2022                                     |      |                |

## Estatísticas

### Campeões consecutivos
Tricampeonatos
- Arsenal Noronha Clube — 2 vezes (1992-93-94, 1997-98-99)
- Conceição — 1 vez (2013-14-15)